# Klaus Balkenhol
Nikolaus Balkenhol –conocido como Klaus Balkenhol– (Velen, 6 de diciembre de 1939) es un jinete alemán que compitió en la modalidad de doma. Su hija Anabel también compite en el mismo deporte.
Participó en dos Juegos Olímpicos de Verano, obteniendo en total tres medallas: dos en Barcelona 1992, oro en la prueba por equipos (junto con Nicole Uphoff, Monica Theodorescu e Isabell Werth) y bronce en la individual, y una medalla de oro en Atlanta 1996, por equipos (con Martin Schaudt, Monica Theodorescu e Isabell Werth).
Ganó dos medallas en el Campeonato Mundial de Doma de 1994 y cuatro medallas en el Campeonato Europeo de Doma entre los años 1991 y 1995.

## Palmarés internacional
| Juegos Olímpicos   | Juegos Olímpicos          | Juegos Olímpicos  | Juegos Olímpicos   |
| Año                | Lugar                     | Medalla           | Categoría          |
| ------------------ | ------------------------- | ----------------- | ------------------ |
| 1992               | Barcelona (España)        | Medalla de oro    | Por equipos        |
| 1992               | Barcelona (España)        | Medalla de bronce | Individual         |
| 1996               | Atlanta (Estados Unidos)  | Medalla de oro    | Por equipos        |
| Campeonato Mundial |                           |                   |                    |
| Año                | Lugar                     | Medalla           | Categoría          |
| 1994               | La Haya (Países Bajos)    | Medalla de oro    | Por equipos        |
| 1994               | La Haya (Países Bajos)    | Medalla de plata  | Individual (libre) |
| Campeonato Europeo |                           |                   |                    |
| Año                | Lugar                     | Medalla           | Categoría          |
| 1991               | Donaueschingen (Alemania) | Medalla de oro    | Por equipos        |
| 1991               | Donaueschingen (Alemania) | Medalla de plata  | Individual (libre) |
| 1993               | Lipica (Eslovenia)        | Medalla de oro    | Por equipos        |
| 1995               | Mondorf (Luxemburgo)      | Medalla de oro    | Por equipos        |